# Vira Híritx
Vira Híritx (en ucraïnès: Віра Гирич; transliteració internacional: Vira Hyrych; 1967 – Kíiv, 28 d'abril de 2022) va ser una periodista i productora de ràdio ucraïnesa.
Híritx va néixer el 1967. El 2018 va començar a treballar per a Radio Free Europe/Radio Liberty.
Va ser assassinada el 28 d'abril de 2022 durant la invasió russa d'Ucraïna del 2022 després que l'edifici de Kíiv on vivia fos afectat per un atac amb míssils russos.
La seva mort es va produir mentre Secretari General de les Nacions Unides, António Guterres, es trobava a Kíiv. L'atemptat va ser condemnat pel ministre francès d'Europa i Afers Exteriors, Jean-Yves Le Drian.